# Convention d'indemnisation et de recours des sinistres immeubles
La convention d'indemnisation et de recours des sinistres immeubles (convention IRSI) est une convention appliquée entre les assureurs habitations ou immeuble pour organiser les indemnisations des assurés en cas de dégâts des eaux ou incendies.
Elle permet de simplifier et d’accélérer le règlement des sinistres.
Entrée en vigueur à partir du 1er juin 2018, elle remplace la convention CIDRE. Elle a subi des modifications qui sont entrées en vigueur le 1er Juillet 2020. Ces modifications ont permis d'améliorer la recherche de fuite.
- Causes exclues[2] : Certains événements spécifiques sont exclus de la Convention, comme les infiltrations par façades, les feux de forêts, ou les sinistres relevant du régime légal des catastrophes technologiques.
- Locaux exclus : Certains locaux, tels que les chambres d'hôtels et les locaux à usage professionnel, sont exclus de la Convention pour certains types de sinistres.
- Tiers à l'immeuble : La Convention s'applique également lorsque la responsabilité civile d'un professionnel ou d'un non-professionnel est engagée, avec des règles spécifiques de recours entre assureurs.
- Réputé garanti : Les contrats garantissant les dommages matériels et les responsabilités civiles sont réputés couvrir l'ensemble des conséquences du sinistre, avec des exceptions pour les dommages immatériels consécutifs au dommage matériel.
- Non-assurance : Les situations où il n'y a pas d'assurance, comme l'absence de contrat, la résiliation, la suspension ou la nullité, sont limitativement opposables et évaluées au moment du sinistre.
- Intervention de l'assureur de l'immeuble à titre subsidiaire : En cas de non-assurance ou de responsabilité du copropriétaire, le contrat souscrit par l'immeuble intervient à titre subsidiaire selon les conditions de la Convention.
- Limites géographiques : La convention s'applique aux sinistres survenus en France métropolitaine, dans les Départements et Régions d'Outre-Mer (DROM/COM) suivants, ainsi qu'en Principauté de Monaco.